# 東郊区 (上海市)
東郊区（とうこう-く）は中華人民共和国上海市にかつて存在した区。現在の浦東新区の一部に相当する。

## 歴史
1956年に高橋区、楊思区、洋涇区の3区が合併し成立した。1958年に東昌区と統合され浦東県に再編された。